# Biblioteka im. Szolema Alejchema w Białymstoku
Biblioteka im. Szolema Alejchema w Białymstoku – biblioteka żydowska, założona w 1915 roku przez Noacha Głogowskiego jako biblioteka Żydowskiego Związku Młodzieży. Mieściła się przy Synagodze Pułkowej. Była jednym z najważniejszych centrów kulturalnych międzywojennego Białegostoku, propagującym czytelnictwo i organizującym spotkania z żydowskimi pisarzami i dziennikarzami.

## Historia
Książnica rozpoczęła swą działalność z księgozbiorem liczącym ok. 3000 książek podarowanych przez jej założyciela. W 1919 roku liczyła już 5 tysięcy książek po polsku, żydowsku, niemiecku i rosyjsku, później także po hebrajsku, francusku, angielsku i esperancku. W tym samym roku otrzymała imię pisarza żydowskiego – Szolema Alejchema. W 1921 roku zbiory sięgnęły liczby 10 tysięcy, a w 1923 roku otwarto nową czytelnię. Trzy lata później wydzielono dział angielski.
Dzięki darowiznom osób prywatnych i organizacji księgozbiór biblioteki szybko się powiększał. W 1928 roku liczył już 30 526 książek. W tym samym roku zanotowano 86 245 wypożyczeń (w tym 41 915 książek polskich, a 34 671 żydowskich). W 1934 roku zbiory wyniosły 41 834 książki (dla porównania Miejska Biblioteka Publiczna dysponowała wówczas 16 706 książkami), a liczba wypożyczeń wyniosła 130 tysięcy, co jest ogromnym wynikiem, zważywszy na fakt, że liczba mieszkańców Białegostoku w tym okresie nie przekroczyła nawet 100 tysięcy.
W zbiorach biblioteki najwięcej miejsca zajmowała literatura piękna i poezja (25 tysięcy), ale reprezentowana była również m.in. literatura pedagogiczna, książki dla dzieci, słowniki. Wśród książek dominowały żydowskie (13 930), polskie (12 292) i rosyjskie (10 462).
Największą popularnością biblioteka cieszyła się wśród uczniów, nauczycieli, robotników i rzemieślników. Wszystkie te grupy otrzymywały zniżki.
W związku z trudną sytuacją gospodarczą państwa, dotacje miejskie na zakup książek i programy edukacyjne dla biblioteki ulegały systematycznemu zmniejszaniu – od 2000 zł w 1927 roku do 400 zł w 1935 r. Swoją działalność instytucja mogła kontynuować dzięki wsparciu Żydów białostockich zza oceanu (m.in. Towarzystwa Pomocy Kulturalnej dla Białegostoku ze Stanów Zjednoczonych).
W latach 1933–1937 Biblioteka wydała trzy „Biuletyny”.
W czasie II wojny światowej księgozbiór książnicy uległ rozproszeniu i zniszczeniu, a jego część została również wywieziona do Niemiec. Co jakiś czas książki z sygnaturą Biblioteki im. Szolema Alejchema są przekazywane jako dary białostockim bibliotekom lub też są przez nie zakupywane.
Miejsce, w którym znajdowała się biblioteka, leży na trasie Szlaku Dziedzictwa Żydowskiego w Białymstoku.